# Samuel von Pufendorf

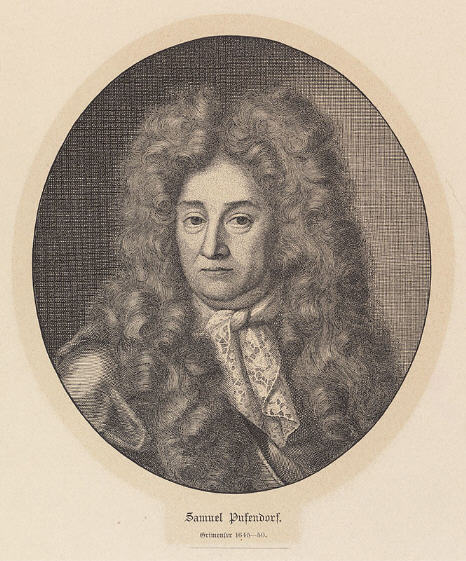
Samuel von Pufendorf

Samuel von Pufendorf (Dorfchemnitz (Saksen), 8 januari 1632 - Berlijn, 26 oktober 1694) was een Duitse rechtsfilosoof, politiek denker en historicus. 
Hij werd geboren in Saksen, studeerde theologie in Leipzig en rechten te Jena. In 1658 ging hij naar Kopenhagen, waar hij in de Zweeds-Deense Oorlog verwikkeld raakte en acht maanden werd opgesloten. In 1661 werd hij professor in het natuur- en volkenrecht aan de Universiteit van Heidelberg, de eerste leerstoel in die discipline in de Duitse landen. In 1668 ging hij naar Lund in Zweden, en in 1677 naar Stockholm. In 1684 werd hij in de adelstand verheven. In 1688 ging hij naar Berlijn, waar hij zes jaar later zou sterven.

## Werk

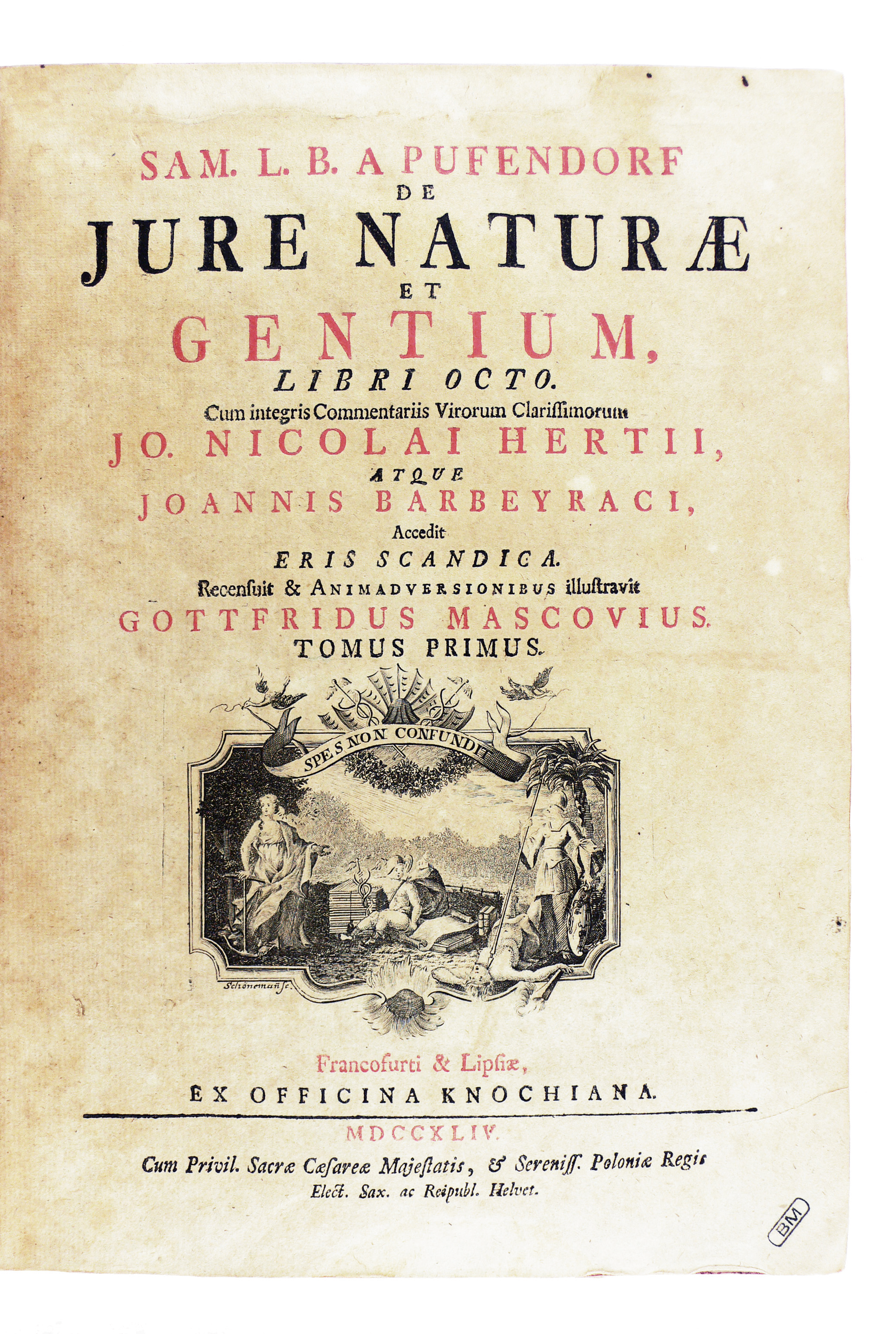
De jure naturae et gentium, 1744.

Als rechtsfilosoof is Pufendorf het bekendst om zijn natuurrechtsdenken, dat ook zijn volkenrechtelijke ideeën heeft beïnvloed. In 1661 publiceerde hij in Leiden zijn Elementa jurisprudentiae universalis libri duo, in 1672 gevolgd door zijn belangrijkste volkenrechtelijke traktaat, De iure naturae et gentium libri octo. Hij baseerde zich hierbij vooral op Grotius en Hobbes, en stelt dat er een gemeenschappelijke band is die volkeren bindt. Dit idee werd later opgenomen en uitgewerkt door Christian Wolff.
- Bibsys: 90572607
- Biblioteca Nacional de Chile: 000736474
- Biblioteca Nacional de España: XX1203889
- Bibliothèque nationale de France: cb12016115d (data)
- Biografisch Portaal: 62408787
- Catàleg d'autoritats de noms i títols de Catalunya: 981058514028306706
- CiNii: DA03900176
- Gemeinsame Normdatei: 118597051
- International Standard Name Identifier: 0000 0001 2103 3328
- KulturNav: 09e1ba23-ae7f-40f7-9bf6-dc8f877a8030
- Library of Congress Control Number: n79046448
- Nationale Bibliotheek van Letland: 000188648
- Mathematics Genealogy Project: 17241
- Bibliotheek van het Japanse parlement: 00621322
- Nationale Bibliotheek van Tsjechië: jn20020123005
- Nationale bibliotheek van Australië: 35435675
- Nationale Bibliotheek van Israël: 987007266738905171
- Nationale Bibliotheek van Polen: a0000001614302
- Nationale en Universitaire bibliotheek Zagreb: 000160282
- Nederlandse Thesaurus van Auteursnamen: 06846407X
- Istituto Centrale per il Catalogo Unico: LO1V130718
- LIBRIS: 85118
- SNAC: w62f7xhg
- Système universitaire de documentation: 028296796
- Trove: 952025
- Union List of Artist Names: 500354018
- Virtual International Authority File: 99029785
- WorldCat: E39PBJt3WDhpqmQqM86FJBPxXd